# Drâmbă

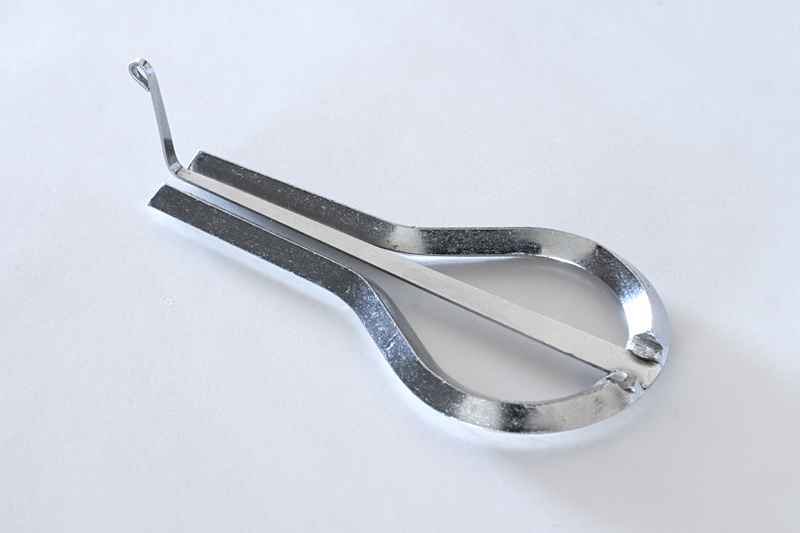
Drâmbă

Drâmba (numit uneori drâng) este un instrument muzical idiofon în formă de potcoavă, prevăzut cu o lamă care se ciupește cu degetul în timp ce potcoava se ține  în gură. Instrumentul este de obicei din oțel, dar există și drâmbe din bambus, de exemplu.
Cu toate că instrumentul apare în mai multe culturi, nu este foarte clar de unde provine. Cele mai vechi dovezi istorice sunt niște desene chinezești din secolul al IV-lea î.H. Se pare că grecii antici îl cunoșteau.  În Europa cele mai vechi drâmbe au fost găsite lângă Rouen, Franța, în 1868. Se pare că datează din epoca galo-romană (sec. V-VII. d. H.). 

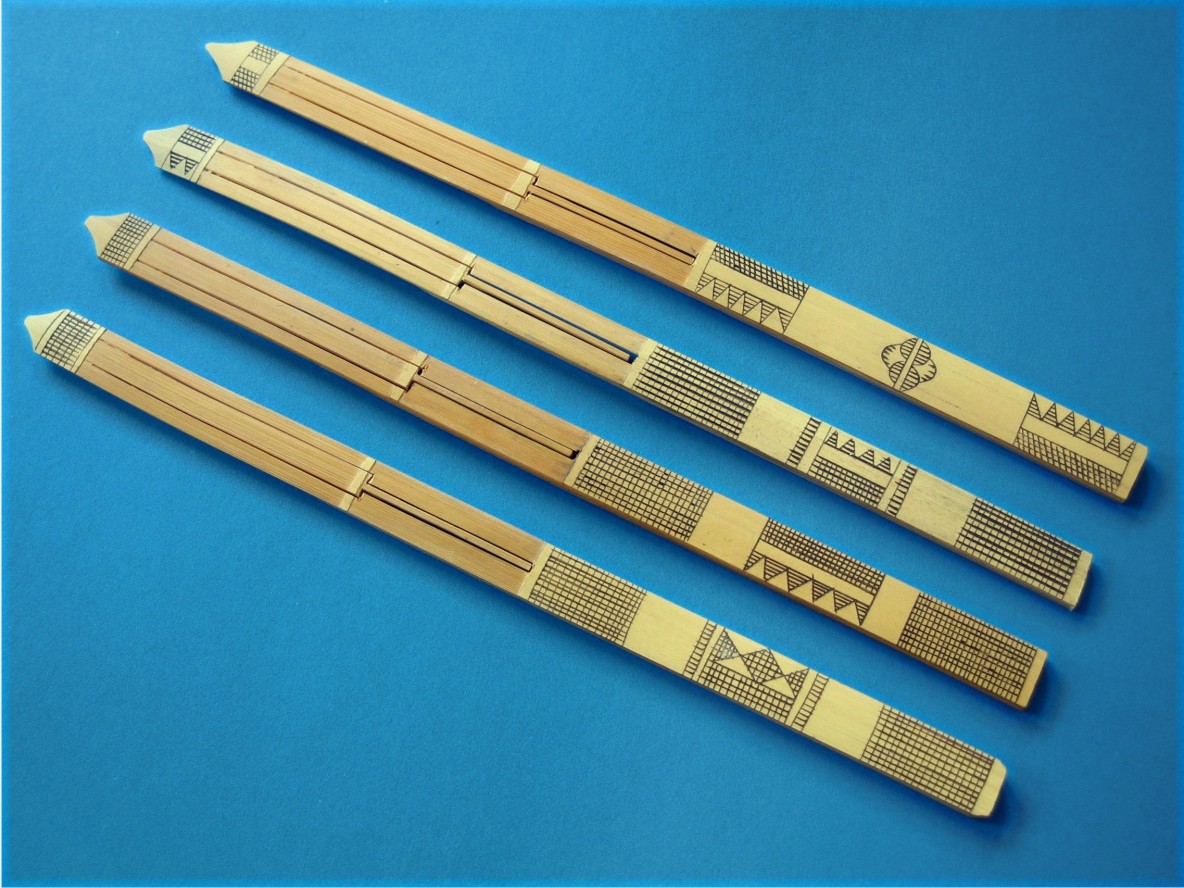
Drâmbe din bambus